# Martin Lesniak
Martin Lesniak [martin lesňak] (* 13. prosince 1967) je bývalý český fotbalový útočník.

## Hráčská kariéra
V nejvyšší československé soutěži odehrál na podzim 1991 sedm utkání v dresu Vítkovic, aniž by skóroval. V Moravskoslezské fotbalové lize vstřelil 12 branek za Dolní Benešov. Dále hrál za SK Rapid Muglinov, TJ Slavia Hošťálkovice a kariéru ukončil v SK Beskyd Čeladná.

## Trenérská kariéra
V Německu byl asistentem trenéra Olivera Kannengießera u menších klubů z Mülheimu nad Rúrem: TuS Union 09 Mülheim a Mülheimer SV 07.

## Ligová bilance
| Ročník                                   | Zápasy | Góly | Minuty | Klub          |
| ---------------------------------------- | ------ | ---- | ------ | ------------- |
| 1. československá fotbalová liga 1991/92 | 7      | 0    | 365    | SSK Vítkovice |
| CELKEM 1. LIGA                           | 7      | 0    | 365    |               |